# Strangalia bicolor
Strangalia bicolor es una especie de escarabajo longicornio del género Strangalia, categorizada en la tribu Lepturini, de la subfamilia Lepturinae. Fue descrita por Swederus en 1787.

## Descripción
Mide 11-15 mm de longitud.

## Distribución
Se distribuye por Canadá y Estados Unidos.